# Everybody Comes to Rick's
Everybody Comes to Rick's è uno spettacolo teatrale statunitense scritto nel 1940 da Murray Burnett e Joan Alison e successivamente acquistato dalla Warner Bros. Da questo spettacolo nacque il celeberrimo film Casablanca (1942), interpretato da Humphrey Bogart e Ingrid Bergman.
Gli autori originali dell'opera, Burnett e Alison, non convinti di essere stati accreditati abbastanza per il successo del film, cercarono di ottenere di nuovo il possesso dell'opera, ma la Corte di New York respinse nel 1986 la richiesta dei due, per via del fatto che fu firmato un accordo e la proprietà era ormai della Warner, e già da tanto tempo. La Warner Brothers, però, per ringraziamento diede loro 100.000$ a testa e la possibilità di riprodurre nei teatri lo spettacolo originale, che fu poi riprodotto a Londra nel Whitehall Theatre, dove fu nella programmazione per 6 settimane.